# Liber Linteus

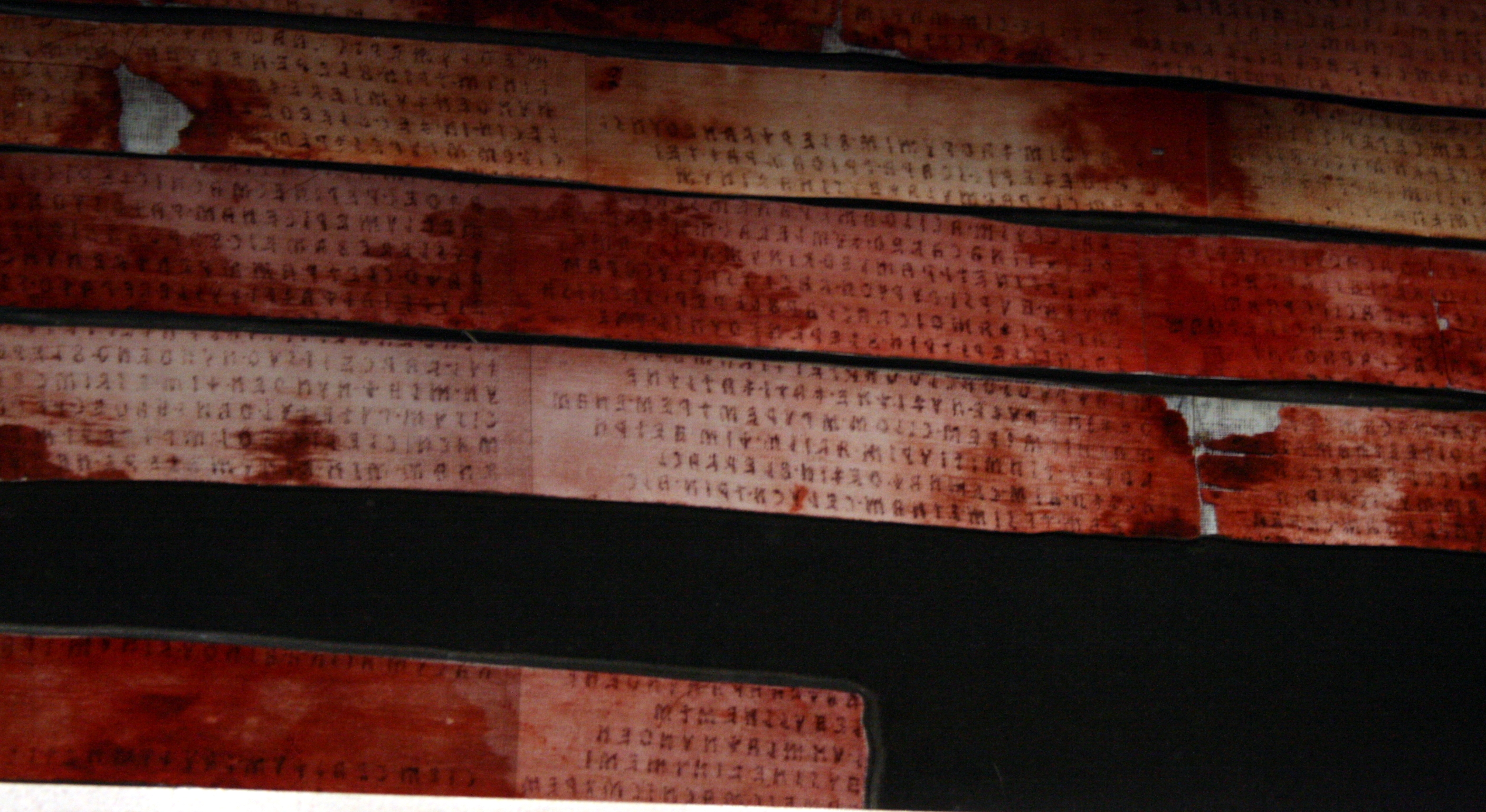
Сувої Загребської лляної книги

Liber Linteus або Liber linteus Zagrebiensis («Лляна книга» або «Загребська лляна книга», також відома як «Книга (Загребської) мумії», Liber Agramensis) — книга етруською мовою, написана на лляному полотні. Є найдовшим з усіх відомих надписів етруською мовою. Більша частина надпису дотепер не перекладена, однак дешифровані окремі слова дозволяють зрозуміти, що книга була однією з ритуальних книг етрусків, що містила опис ритуальних обрядів, які треба було виконувати в спеціально відведені для цього святкові дні й у спеціально відведених для цього місцях.
Книга зберігається у Хорватії в Археологічному музеї столиці країни Загреба.

## Відкриття

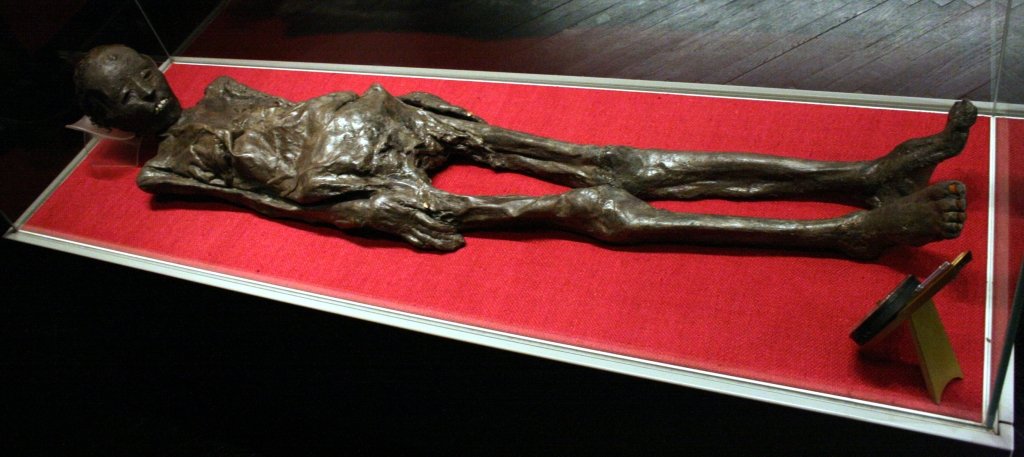
Мумія в Археологічному музеї Загреба

В 1848 році молодший офіцер Угорської королівської канцелярії Михайло Барич (1791—1859) перебував у відрядженні в ряді країн, у тому числі в Єгипті. Будучи в Александрії, він придбав саркофаг з мумією жінки як «сувенір» з поїздки. Мумія була загорнута в довгі відрізи тканини приблизно 14 м завдовжки і 30 см завширшки.
Барич привіз мумію до себе додому у Відень і помістив її в своєму кабінеті. Відвідувачам він часто розповідав, що це тіло належало сестрі угорського короля Іштвана I. Лляну тканину, в яку спершу була загорнута мумія, він помістив окремо від мумії, оскільки не уявляв значимості написів на ній.
Мумія залишалася в його будинку до моменту його смерті в 1859 році, коли її успадкував його брат Іліє, священик зі Славонії (Хорватія). Йому мумія була не потрібна і в 1867 році він подарував її Національному музею Хорватії, Славонії і Далмації в Загребі (попередник Історичного та Археологічного музеїв)). У каталог музею експонат був описаний таким чином:
Мумія молодої жінки (сувої зняті), яка міститься в скляній скрині, закріплена з правого боку залізним прутом. У другому скляному ящику міститься перев'язувальний матеріал мумії, який повністю покритий написами невідомою й досі нерозшифрованою мовою, являючи видатний скарб Національного музею.
У тому ж році мумію і матеріал, в який вона була загорнута, вивчив німецький єгиптолог Генріх Бругш, який помітив текст, проте вважав, що це були єгипетські ієрогліфи. Він не займався подальшим вивченням тексту до 1877 року, коли після розмови з Річардом Бертоном про руни він зрозумів, що текст був написаний не єгипетською мовою. Вони зрозуміли потенційну важливість тексту, однак вирішили, що він є транслітерацією єгипетської Книги мертвих на арабську писемність.
В 1891 році обгортковий матеріал мумії був доставлений до Відня, де його вивчив експерт з коптської мови Якоб Кралль, який очікував, що текст написаний коптською, лівійською або карійською мовою. Відтак, він був першим, хто встановив, що написи були зроблені на етруській мові.

## Походження
Зазначені в книзі місцеві боги дозволяють звузити передбачуване місце виготовлення Liber Linteus до невеликої території на південному сході Тоскани біля озера Тразімено, де були розташовані чотири великих етруських міста (сучасні Ареццо, Перуджа, К'юзі та Кортона). Найімовірніше в одному з цих місць знаходився храм, де була виготовлена або використовувалася «Лляна Книга».
Вік книги невідомий, однак після порівняння з іншими знайденими етруськими артефактами, вчені визначають приблизну дату — 250-й рік до н. е.. Манускрипт мав бути виготовлений до зміни етруської мови латиною, і міг бути зроблений священнослужителем або освіченою людиною, яка володіла релігійними знаннями й етруською писемністю.

## Текст

### Структура
Текст книги розділений по довжині на 12 колонок, які в свою чергу діляться на відтинки по 24 рядки, що складаються з 4-7 слів. Значна частина написів у перших трьох колонках втрачена, ближче до кінця книги текст зберігся практично повністю (по всій довжині книги втрачена смуга з текстом). В кінці останньої колонки текст відсутній, водночас її край є цілим, що вказує, таким чином, на «кінець» книги.
Загалом текст «Лляної книги» складається з 230 рядків, на яких збереглося 1 тисяча 200 слів з повного тексту, який оцінюється приблизно у 2 500-4 000 слів. Для основного тексту використовувалися чорні чорнила, для ліній і діакритичних знаків — червоні.

### Зміст
Liber Linteus являє собою релігійний календар, в якому зазначалося які обряди треба здійснити, в який день, в якому місці і на честь якого божества. Також у цьому «календарі» наводяться тексти молитов, які слід читати під час обрядів. Імена богів, що згадуються в тексті, іноді можна легко розрізнити (Neθuns, Tin та інші), проте деякі є невідомими і, ймовірно, позначають колегії богів.
Дати не завжди ясно позначені, однак можна дізнатися назви деяких місяців (acale → червень, celi → вересень). Зазначені числа, ймовірно, йдуть у порядку зростання, наприклад, для вересня-celi:
- ciem cealχus — 3 забрано від 30 → «27»;
- eslem cealχus — 2 забрано від 30 → «28»;
- θunem cealχus — 1 забрано від 30 → «29»[1].

Молитви, коли їх є можливим ідентифікувати, розуміються добре. Найкраще за все зберігся ритуал Нептуна. Так, науковець Гельмут Рікс запропонував наступний переклад перших його рядків: «Божество Нептун, це до тебе, о благородний, я звертаюся в… [далі, можливо, йде зазначення місця] з трьома по три рази подарунками у вигляді молодого вина [яке міститься] в sesa, в ramu і в racula відповідно, а також з кашею, від імені братства cilθ і від нашої (?) спільноти.».